# واشینگتن فیلیپس
واشینگتن فیلیپس (انگلیسی: Washington Phillips؛ ۱۱ ژانویهٔ ۱۸۸۰ – ۲۰ سپتامبر ۱۹۵۴) یک موسیقی‌دان اهل ایالات متحده آمریکا بود.